# Eugeniusz Gruberski
Eugeniusz Gruberski (ur. 28 grudnia 1870 w Płocku, zm. 13 września 1923 w Koszelówce) – duchowny, prezbiter diecezji płockiej, pedagog, kompozytor, jeden z najwybitniejszych i najbardziej cenionych reformatorów muzyki kościelnej.
W latach 1887–1893 studiował w Wyższym Seminarium Duchownym w Płocku. W latach 1893–1897 był wikariuszem w katedrze płockiej i pełnił funkcję wykładowcy śpiewu w seminarium duchownym. W 1897 wyjechał na studia muzyczne w Szkole Muzyki Kościelnej w Ratyzbonie. Jego nauczycielami byli m.in. czołowi propagatorzy cecylianizmu Michael Haller i Franz Xaver Haberl. Po ukończeniu szkoły powrócił do Płocka, gdzie zaangażował się w dzieło odnowy muzyki kościelnej ks. Antoniego Nowowiejskiego – udzielał się jako dydaktyk w seminarium duchownym, szkole organistowskiej i szkołach publicznych), dyrygent chórów katedralnych, kompozytor, publicysta i wydawca. W 1900 powołał Płockie Towarzystwo Muzyczne, gdzie 1 lutego 1902 otworzył klasę organową. W międzyczasie organizował cyklicznie dwutygodniowe kursy dla organistów i kandydatów na organistów. Od 3 października 1907 do końca życia był proboszczem w parafii w Czerwińsku nad Wisłą. W 1917, dzięki jego staraniom założono w Płocku Biskupią Szkołę Organistowską. W ramach Sekcji Miłośników Muzyki Kościelnej nauczał w klasie organów Warszawskiego Towarzystwa Muzycznego. Uczył śpiewu liturgicznego, śpiewu ludowego, teorii muzyki, harmonii i zasad prowadzenia zespołów śpiewaczych. 
Publikował felietony i zapisy nutowe w czasopismach przeznaczonych dla muzyków, organistów i dyrygentów chórów parafialnych, m.in. „Rocznik dla Organistów”, „Muzyka Kościelna”, „Śpiew Kościelny”, „Echo Muzyczne”, „Echa Płockie i Łomżyńskie”, „Miesięcznik Pasterski Płocki”. 
Komponował muzykę na organy: cykle mszalne, kantaty, pasje, oratoria, motety, preludia. Do jego bardziej znanych kompozycji należy cykl responsoriów na Boże Ciało.
Pochowany obok Bazyliki Zwiastowania NMP w Czerwińsku nad Wisłą.